# Мэдзиро (станция)

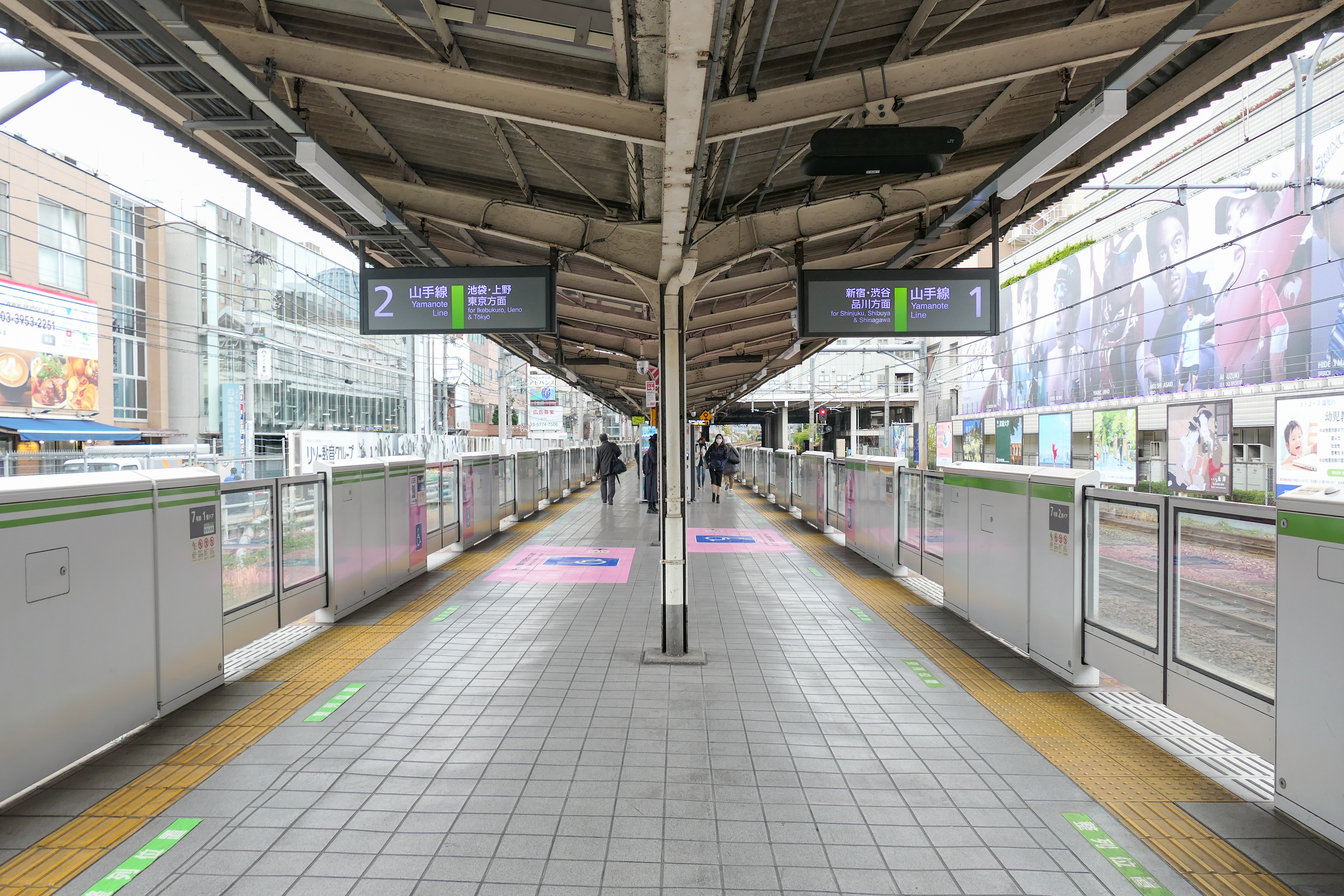
Платформа станции

Мэдзиро (яп. 目白駅 мэдзиро эки) — железнодорожная станция на линии Яманотэ в Японии, расположенная в специальном районе Тосима в Токио. Станция была открыта 16 марта 1885 года. На станции установлены автоматические платформенные ворота.

## Планировка станции
Одна платформа островного типа и 2 пути.
| 1 | ■ Линия Яманотэ | Синдзюку, Сибуя, Синагава |
| 2 | ■ Линия Яманотэ | Икэбукуро, Уэно, Токио    |

## Близлежащие станции
| «            |  | Линия         |  | »         |
| ------------ |  | ------------- |  | --------- |
| Такаданобаба |  | Линия Яманотэ |  | Икэбукуро |